# FIM Wereldkampioenschap trial

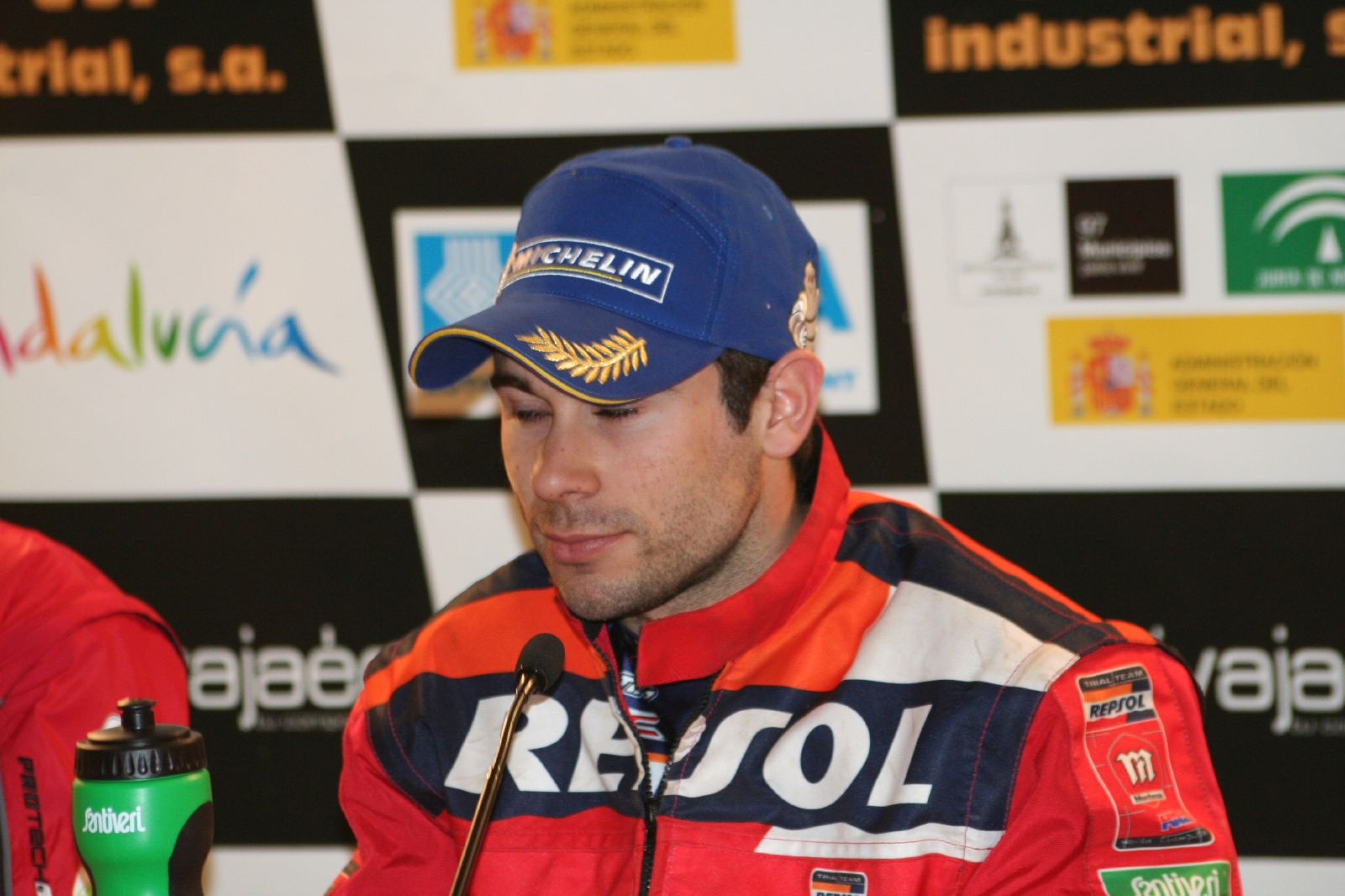
Regerend wereldkampioen Toni Bou (sinds 2007)

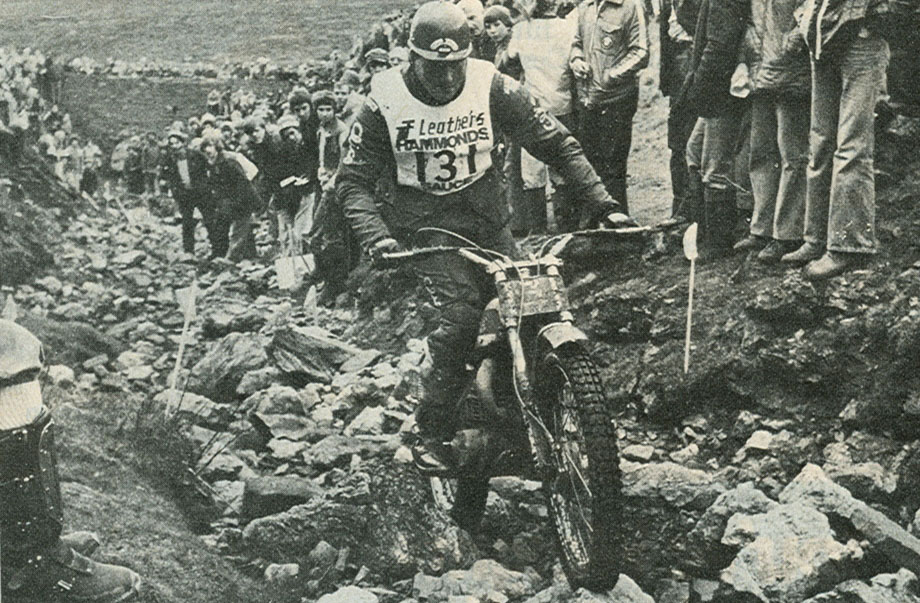
De eerste wereldkampioen Martin Lampkin (1975)

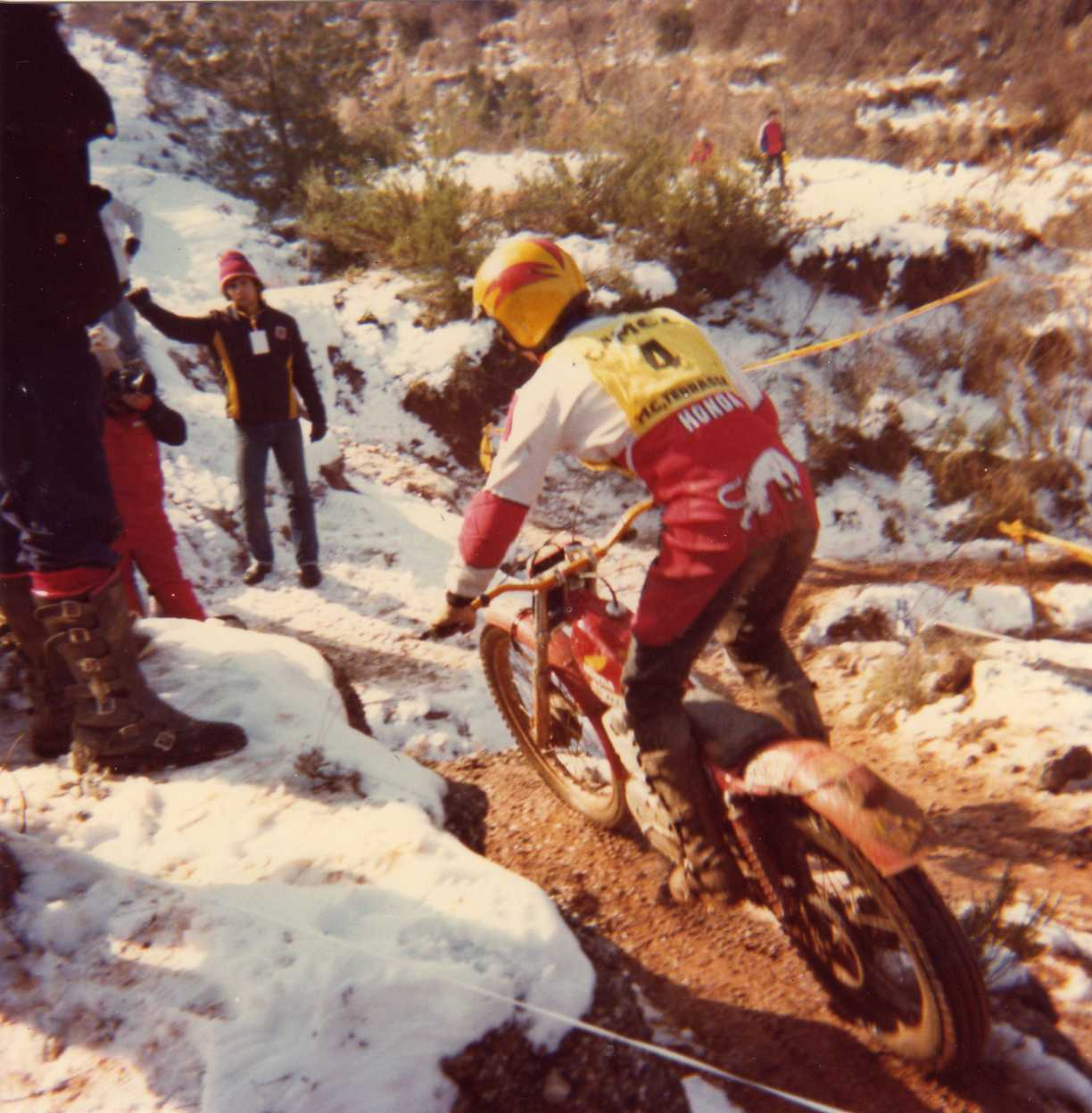
Eddy Lejeune tijdens de Trial de Sant Llorenç in 1981

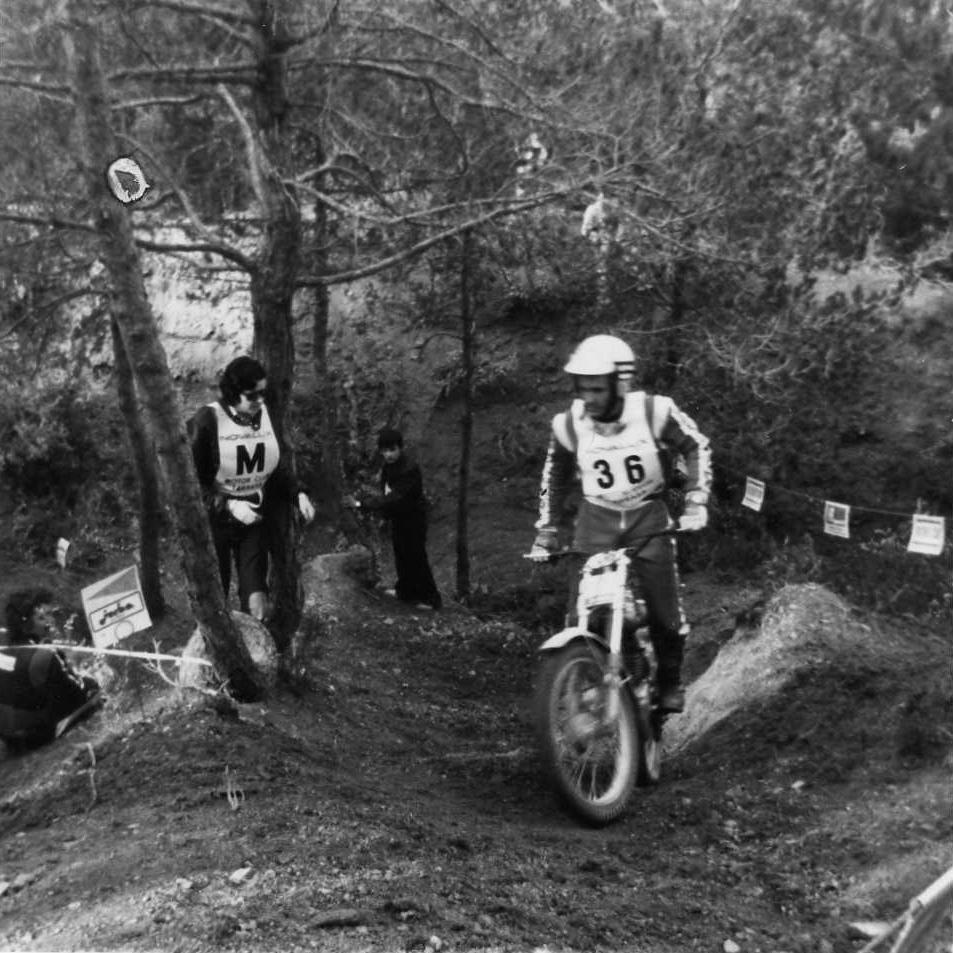
Yrjö Vesterinen tijdens de Trial de Sant Llorenç in 1978

Al in 1964 werden internationale kampioenschappen trial gehouden, onder de naam Challenge Henri Goutars. Alhoewel dit geen officieel erkend kampioenschap was, werd de winnaar gezien als de wereldkampioen. In 1968 werd de competitie officieel door de FIM omgedoopt naar het FIM Europe Championship. Buiten Europa was op dat moment nog steeds nauwelijks sprake van enige competitie, waardoor de Europees kampioen ook de de facto wereldkampioen was.
In 1975 werd het eerste officiële FIM Wereldkampioenschap trial gereden, met als winnaar de Brit Martin Lampkin.

## FIM World Championship (Heren)
| WK   | Wereldkampioen              | 2e plaats                   | 3e plaats                   |
| ---- | --------------------------- | --------------------------- | --------------------------- |
| 1975 | Martin Lampkin (Bultaco)    | Yrjö Vesterinen (Bultaco)   | Malcolm Rathmell (Montesa)  |
| 1976 | Yrjö Vesterinen (Bultaco)   | Malcolm Rathmell (Montesa)  | Martin Lampkin (Bultaco)    |
| 1977 | Yrjö Vesterinen (Bultaco)   | Ulf Karlsson (Montesa)      | Malcolm Rathmell (Montesa)  |
| 1978 | Yrjö Vesterinen (Bultaco)   | Martin Lampkin (Bultaco)    | Bernie Schreiber (Bultaco)  |
| 1979 | Bernie Schreiber (Bultaco)  | Yrjö Vesterinen (Bultaco)   | Ulf Karlsson (Montesa)      |
| 1980 | Ulf Karlsson (Montesa)      | Bernie Schreiber (Bultaco)  | Yrjö Vesterinen (Montesa)   |
| 1981 | Gilles Burgat (SWM)         | Ulf Karlsson (Montesa)      | Yrjö Vesterinen (Montesa)   |
| 1982 | Eddy Lejeune (Honda)        | Bernie Schreiber (SWM)      | Gilles Burgat (SWM)         |
| 1983 | Eddy Lejeune (Honda)        | Bernie Schreiber (SWM)      | Thierry Michaud (Honda)     |
| 1984 | Eddy Lejeune (Honda)        | Thierry Michaud (Fantic)    | Bernie Schreiber (SWM)      |
| 1985 | Thierry Michaud (Fantic)    | Eddy Lejeune (Honda)        | Steve Saunders (Honda)      |
| 1986 | Thierry Michaud (Fantic)    | Steve Saunders (Honda)      | Eddy Lejeune (Honda)        |
| 1987 | Jordi Tarrés (Beta)         | Diego Bosis (Aprilia)       | Thierry Michaud (Fantic)    |
| 1988 | Thierry Michaud (Fantic)    | Jordi Tarrés (Beta)         | Donato Miglio (Fantic)      |
| 1989 | Jordi Tarrés (Beta)         | Thierry Michaud (Fantic)    | Diego Bosis (Aprilia)       |
| 1990 | Jordi Tarrés (Beta)         | Diego Bosis (Aprilia)       | Donato Miglio (Fantic)      |
| 1991 | Jordi Tarrés (Beta)         | Tommi Ahvala (Aprilia)      | Diego Bosis (Fantic)        |
| 1992 | Tommi Ahvala (Aprilia)      | Marc Colomer (Beta)         | Diego Bosis (Fantic)        |
| 1993 | Jordi Tarrés (GasGas)       | Marc Colomer (Beta)         | Tommi Ahvala (Aprilia)      |
| 1994 | Jordi Tarrés (GasGas)       | Tommi Ahvala (Fantic)       | Joan Pons (GasGas)          |
| 1995 | Jordi Tarrés (GasGas)       | Marc Colomer (Montesa)      | Tommi Ahvala (Fantic)       |
| 1996 | Marc Colomer (Montesa)      | Dougie Lampkin (Beta)       | Jordi Tarrés (GasGas)       |
| 1997 | Dougie Lampkin (Beta)       | Marc Colomer (Montesa)      | Kenichi Kuroyama (Beta)     |
| 1998 | Dougie Lampkin (Beta)       | Marc Colomer (Montesa)      | Kenichi Kuroyama (Beta)     |
| 1999 | Dougie Lampkin (Beta)       | Takahisa Fujinami (Montesa) | Marc Colomer (Montesa)      |
| 2000 | Dougie Lampkin (Montesa)    | Takahisa Fujinami (Montesa) | Marc Colomer (Montesa)      |
| 2001 | Dougie Lampkin (Montesa)    | Takahisa Fujinami (Montesa) | Marc Freixa (Sherco)        |
| 2002 | Dougie Lampkin (Montesa)    | Takahisa Fujinami (Montesa) | Albert Cabestany (Beta)     |
| 2003 | Dougie Lampkin (Montesa)    | Takahisa Fujinami (Montesa) | Marc Freixa (Montesa)       |
| 2004 | Takahisa Fujinami (Montesa) | Dougie Lampkin (Montesa)    | Adam Raga (GasGas)          |
| 2005 | Adam Raga (GasGas)          | Takahisa Fujinami (Montesa) | Dougie Lampkin (Montesa)    |
| 2006 | Adam Raga (GasGas)          | Takahisa Fujinami (Montesa) | Albert Cabestany (Sherco)   |
| 2007 | Toni Bou (Montesa)          | Adam Raga (GasGas)          | Takahisa Fujinami (Montesa) |
| 2008 | Toni Bou (Montesa)          | Adam Raga (GasGas)          | Takahisa Fujinami (Montesa) |
| 2009 | Toni Bou (Montesa)          | Adam Raga (GasGas)          | Takahisa Fujinami (Montesa) |
| 2010 | Toni Bou (Montesa)          | Adam Raga (GasGas)          | Takahisa Fujinami (Montesa) |
| 2011 | Toni Bou (Montesa)          | Adam Raga (GasGas)          | Takahisa Fujinami (Montesa) |
| 2012 | Toni Bou (Montesa)          | Adam Raga (GasGas)          | Jeroni Fajardo (Beta)       |
| 2013 | Toni Bou (Montesa)          | Adam Raga (GasGas)          | Jeroni Fajardo (Beta)       |
| 2014 | Toni Bou (Montesa)          | Adam Raga (GasGas)          | Albert Cabestany (Sherco)   |
| 2015 | Toni Bou (Montesa)          | Adam Raga (GasGas)          | Jeroni Fajardo (Beta)       |
| 2016 | Toni Bou (Montesa)          | Adam Raga (TRS)             | Takahisa Fujinami (Montesa) |
| 2017 | Toni Bou (Montesa)          | Adam Raga (TRS)             | Jaime Busto (Montesa)       |
| 2018 | Toni Bou (Montesa)          | Jeroni Fajardo (Beta)       | Adam Raga (TRS)             |

## FIM World Championship X-trial (Heren)
| WK   | Wereldkampioen           | 2e plaats                   | 3e plaats                 |
| ---- | ------------------------ | --------------------------- | ------------------------- |
| 1993 | Tommi Ahvala (Aprilia)   | Diego Bosis (Fantic)        | Marc Colomer (Beta)       |
| 1994 | Marc Colomer (Beta)      | Jordi Tarrés (GasGas)       | Tommi Ahvala (Fantic)     |
| 1995 | Marc Colomer (Beta)      | Jordi Tarrés (GasGas)       | Tommi Ahvala (Fantic)     |
| 1996 | Marc Colomer (Montesa)   | Tommi Ahvala (Fantic)       | Dougie Lampkin (Beta)     |
| 1997 | Dougie Lampkin (Beta)    | Marc Colomer (Montesa)      | Amos Bilbao (GasGas)      |
| 1998 | Dougie Lampkin (Beta)    | Marc Colomer (Montesa)      | Steve Colley (GasGas)     |
| 1999 | Dougie Lampkin (Beta)    | Marc Colomer (Montesa)      | Steve Colley (GasGas)     |
| 2000 | Dougie Lampkin (Beta)    | Marc Colomer (Montesa)      | Steve Colley (GasGas)     |
| 2001 | Dougie Lampkin (Montesa) | Marc Freixa (Sherco)        | Marc Colomer (GasGas)     |
| 2002 | Albert Cabestany (Beta)  | Dougie Lampkin (Montesa)    | Adam Raga (GasGas)        |
| 2003 | Adam Raga (GasGas)       | Dougie Lampkin (Montesa)    | Albert Cabestany (Beta)   |
| 2004 | Adam Raga (GasGas)       | Takahisa Fujinami (Montesa) | Dougie Lampkin (Montesa)  |
| 2005 | Adam Raga (GasGas)       | Albert Cabestany (Sherco)   | Jeroni Fajardo (GasGas)   |
| 2006 | Adam Raga (GasGas)       | Albert Cabestany (Sherco)   | Toni Bou (Beta)           |
| 2007 | Toni Bou (Montesa)       | Adam Raga (GasGas)          | Albert Cabestany (Sherco) |
| 2008 | Toni Bou (Montesa)       | Adam Raga (GasGas)          | Albert Cabestany (Sherco) |
| 2009 | Toni Bou (Montesa)       | Albert Cabestany (Sherco)   | Adam Raga (GasGas)        |
| 2010 | Toni Bou (Montesa)       | Albert Cabestany (Sherco)   | Adam Raga (GasGas)        |
| 2011 | Toni Bou (Montesa)       | Albert Cabestany (Sherco)   | Adam Raga (GasGas)        |
| 2012 | Toni Bou (Montesa)       | Albert Cabestany (Sherco)   | Adam Raga (GasGas)        |
| 2013 | Toni Bou (Montesa)       | Adam Raga (GasGas)          | Albert Cabestany (Sherco) |
| 2014 | Toni Bou (Montesa)       | Albert Cabestany (Sherco)   | Adam Raga (GasGas)        |
| 2015 | Toni Bou (Montesa)       | Adam Raga (GasGas)          | Albert Cabestany (Sherco) |
| 2016 | Toni Bou (Montesa)       | Adam Raga (TRS)             | Albert Cabestany (Sherco) |
| 2017 | Toni Bou (Montesa)       | Adam Raga (TRS)             | Jeroni Fajardo (Vértigo)  |
| 2018 | Toni Bou (Montesa)       | Adam Raga (TRRS)            | Jaime Busto (GasGas)      |

## Aantal kampioenschappen per rijder
Overzicht van het aantal gewonnen kampioenschappen per rijder, bijgewerkt tot maart 2018:
| Nr. | Rijder            | Land                | Gewonnen (Outdoor) | Gewonnen (Indoor) | Gewonnen (Total) |
| --- | ----------------- | ------------------- | ------------------ | ----------------- | ---------------- |
| 1   | Toni Bou          | Spanje              | 12                 | 12                | 24               |
| 2   | Dougie Lampkin    | Verenigd Koninkrijk | 7                  | 5                 | 12               |
| 3   | Jordi Tarrés      | Spanje              | 7                  | 0                 | 7                |
| 4   | Don Smith         | Verenigd Koninkrijk | 3                  | 0                 | 3                |
| 4   | Yrjö Vesterinen   | Finland             | 3                  | 0                 | 3                |
| 4   | Eddy Lejeune      | België              | 3                  | 0                 | 3                |
| 4   | Thierry Michaud   | Frankrijk           | 3                  | 0                 | 3                |
| 8   | Adam Raga         | Spanje              | 2                  | 4                 | 6                |
| 9   | Gustav Franke     | Duitsland           | 2                  | 0                 | 2                |
| 9   | Sammy Miller      | Verenigd Koninkrijk | 2                  | 0                 | 2                |
| 9   | Mick Andrews      | Verenigd Koninkrijk | 2                  | 0                 | 2                |
| 9   | Martin Lampkin    | Verenigd Koninkrijk | 2                  | 0                 | 2                |
| 13  | Marc Colomer      | Spanje              | 1                  | 3                 | 4                |
| 14  | Tommi Ahvala      | Finland             | 1                  | 1                 | 2                |
| 15  | Malcolm Rathmell  | Verenigd Koninkrijk | 1                  | 0                 | 1                |
| 15  | Bernie Schreiber  | Verenigde Staten    | 1                  | 0                 | 1                |
| 15  | Ulf Karlson       | Zweden              | 1                  | 0                 | 1                |
| 15  | Gilles Burgat     | Frankrijk           | 1                  | 0                 | 1                |
| 15  | Takahisa Fujinami | Japan               | 1                  | 0                 | 1                |
| 20  | Albert Cabestany  | Spanje              | 0                  | 1                 | 1                |

## Kampioenschappen per land
Overzicht van landen met de meeste titels, bijgewerkt tot september 2017:
| Nr. | Land                | Gewonnen (Outdoor) | Gewonnen (Indoor) | Gewonnen (Total) |
| --- | ------------------- | ------------------ | ----------------- | ---------------- |
| 1   | Spanje              | 22                 | 19                | 41               |
| 2   | Verenigd Koninkrijk | 17                 | 5                 | 22               |
| 3   | Finland             | 4                  | 1                 | 5                |
| 4   | Frankrijk           | 4                  | 0                 | 4                |
| 5   | België              | 3                  | 0                 | 3                |
| 6   | Duitsland           | 2                  | 0                 | 2                |
| 7   | Verenigde Staten    | 1                  | 0                 | 1                |
| 7   | Zweden              | 1                  | 0                 | 1                |
| 7   | Japan               | 1                  | 0                 | 1                |

## FIM World Championship (Dames)
| WK   | Wereldkampioen        | 2e plaats                | 3e plaats                 |
| ---- | --------------------- | ------------------------ | ------------------------- |
| 2000 | Laia Sanz (Beta)      | Iris Kramer (GasGas)     | Claire Bertrand (Montesa) |
| 2001 | Laia Sanz (Beta)      | Iris Kramer (GasGas)     | Claire Bertrand (Montesa) |
| 2002 | Laia Sanz (Beta)      | Iris Kramer (GasGas)     | Claire Bertrand (GasGas)  |
| 2003 | Laia Sanz (Beta)      | Iris Kramer (GasGas)     | Maria Conway (Beta)       |
| 2004 | Laia Sanz (Montesa)   | Claire Bertrand (GasGas) | Rosita Leotta (GasGas)    |
| 2005 | Laia Sanz (Montesa)   | Iris Kramer (GasGas)     | Rosita Leotta (GasGas)    |
| 2006 | Laia Sanz (Montesa)   | Iris Kramer (GasGas)     | Rebekah Cook (GasGas)     |
| 2007 | Iris Kramer (Scorpa)  | Laia Sanz (Montesa)      | Rebekah Cook (GasGas)     |
| 2008 | Laia Sanz (Montesa)   | Rebekah Cook (GasGas)    | Iris Kramer (Scorpa)      |
| 2009 | Laia Sanz (Montesa)   | Rebekah Cook (GasGas)    | Iris Kramer (Scorpa)      |
| 2010 | Laia Sanz (Montesa)   | Rebekah Cook (Sherco)    | Joanne Coles (GasGas)     |
| 2011 | Laia Sanz (Montesa)   | Emma Bristow (Ossa)      | Rebekah Cook (GasGas)     |
| 2012 | Laia Sanz (Montesa)   | Emma Bristow (Ossa)      | Sandra Gómez (GasGas)     |
| 2013 | Laia Sanz (Montesa)   | Emma Bristow (Sherco)    | Rebekah Cook (Beta)       |
| 2014 | Emma Bristow (Sherco) | Rebekah Cook (Beta)      | Sandra Gómez (Ossa)       |
| 2015 | Emma Bristow (Sherco) | Rebekah Cook (JGas)      | Donna Fox (Sherco)        |
| 2016 | Emma Bristow (Sherco) | Sandra Gómez (GasGas)    | Rebekah Cook (TRS)        |
| 2017 | Neus Murcia Sadurní   | Jule Steinert (TRS)      | Carla Caballe Ribera      |

## FIM World Championship (junioren)
| WK   | Wereldkampioen            | 2e plaats                | 3e plaats                  |
| ---- | ------------------------- | ------------------------ | -------------------------- |
| 2007 | Michael Brown (Beta)      | Alexz Wigg (GasGas)      | Nicolas Gontard (GasGas)   |
| 2008 | Loris Gubian (Sherco)     | Alexz Wigg (Montesa)     | Alfredo Gomez (Montesa)    |
| 2009 | Alexz Wigg (Beta)         | Alfredo Gomez (Montesa)  | Matteo Grattarola (Sherco) |
| 2010 | Jack Challoner (Beta)     | Alfredo Gomez (Montesa)  | Alexandre Ferrer (Sherco)  |
| 2011 | Alfredo Gomez (Montesa)   | Pol Tarres (GasGas)      | Francesc Moret (Montesa)   |
| 2012 | Alexandre Ferrer (Sherco) | Francesc Moret (Montesa) | Benoit Dagnicourt (Beta)   |
| 2013 | Jorge Casales (GasGas)    | Pol Tarres (Sherco)      | Francesc Moret (GasGas)    |
| 2014 | Jaime Busto (Beta)        | Franz Kadlec (Beta)      | QC DeCaudemberg (Beta)     |
| 2015 | QC DeCaudemberg (Beta)    | Miquel Gelabert (Sherco) | Iwan Roberts (Beta)        |
| 2016 | Jack Price (GasGas)       | Iwan Roberts (Beta)      | Dan Peace (GasGas)         |